# Friedrich Geyer
Friedrich August Karl Geyer (* 12. März 1853 in Großenhain; † 22. Januar 1937 in Tharandt) war ein deutscher Politiker (SPD, USPD, KPD).

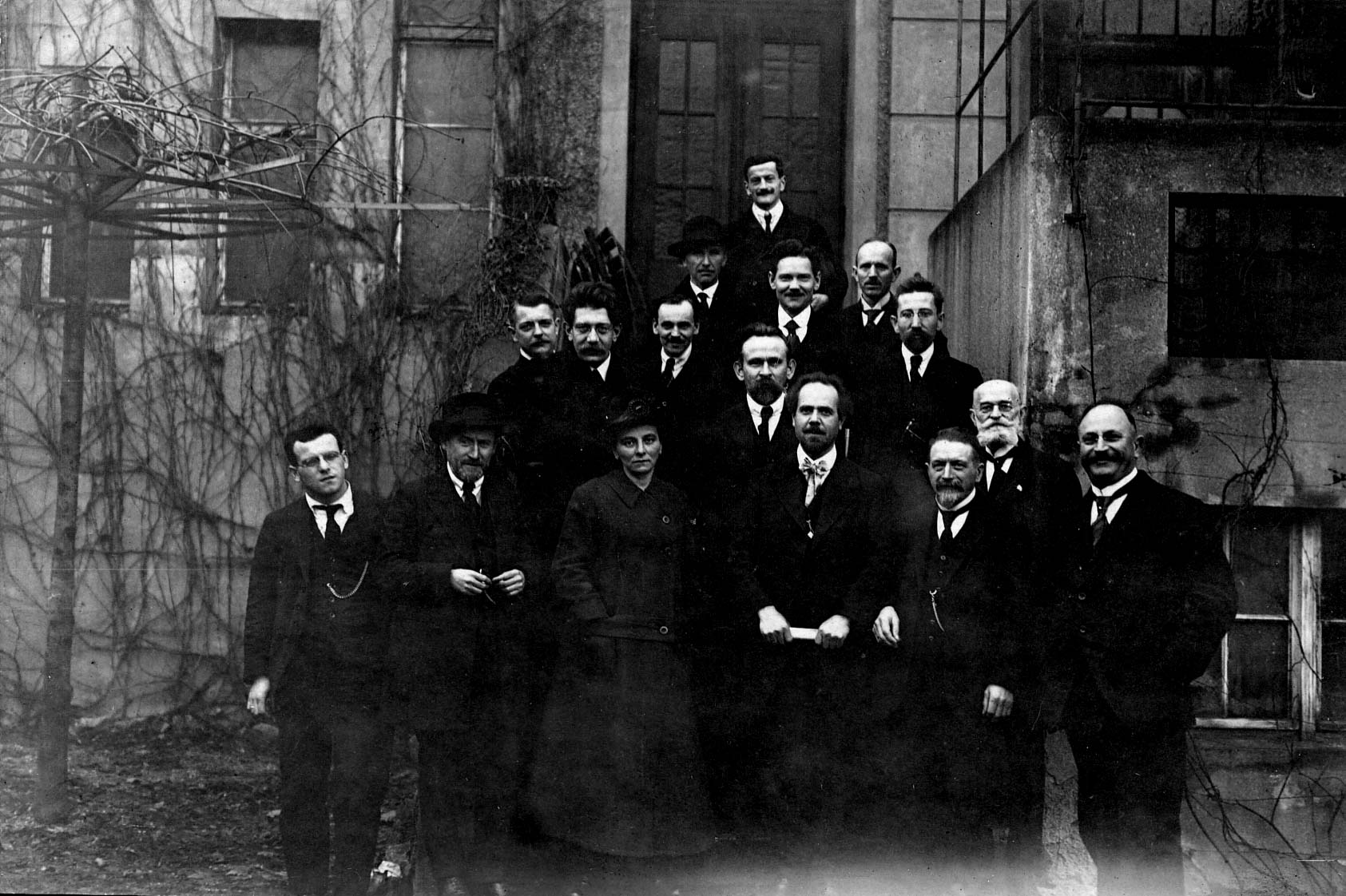
USPD-Vorstand. 5. Dezember 1919. Friedrich Geyer, erste Reihe zweiter von rechts

## Leben und Beruf

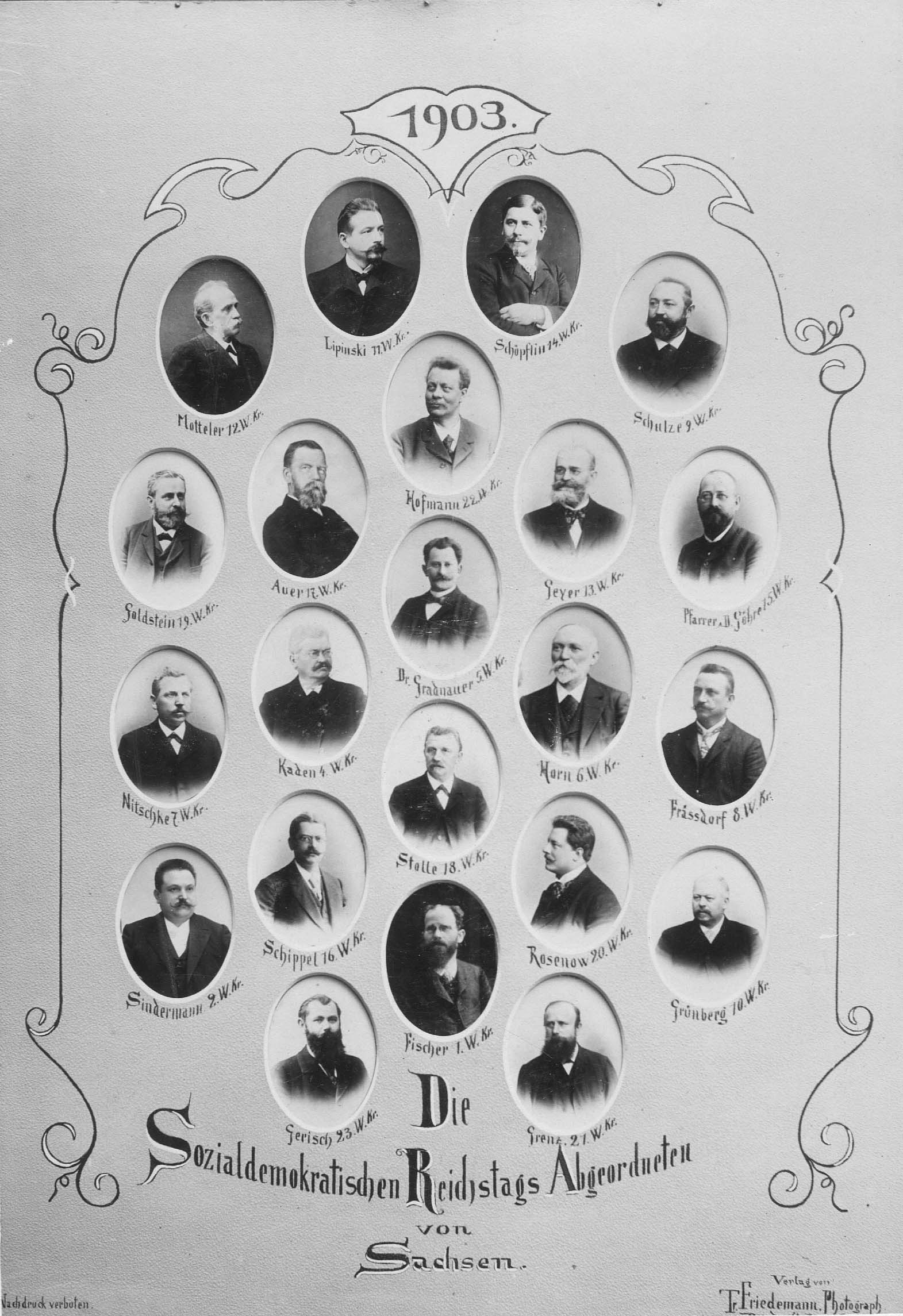
SPD-Reichstagsabgeordnete aus Sachsen von 1903. Geyer ganz unten rechts

Der Sohn eines Fleischermeisters erlernte nach dem Besuch der Volksschule den Beruf des Zigarrenarbeiters. Seit 1882 war er als Zigarrenfabrikant selbständig. Von 1890 bis 1895 war er Redakteur der sozialdemokratischen Zeitschrift Wähler und der Leipziger Volkszeitung, anschließend bis 1918 des Tabakarbeiters.
Geyer war verheiratet, seine Söhne Fritz und Curt, sowie seine Schwiegertochter Anna waren ebenfalls Politiker (u. a. Mitglied der Weimarer Nationalversammlung). Nach Geyer ist seit 1945 die Friedrich-Geyer-Straße in Meißen benannt.

## Partei
Geyer gehörte der Sozialdemokratie seit 1871 an, seit 1875 der Sozialistischen Arbeiterpartei und ab 1890 der SPD und war von Mitte der 1890er Jahre bis 1902 Vorsitzender des sozialdemokratischen Wahlvereins für Leipzig und von Oktober 1913 bis 1916 Mitglied der zentralen Kontrollkommission. In der Auseinandersetzung um die Kriegspolitik verließ er die SPD und schloss sich der neu gegründeten USPD an. Ende 1920 beteiligte er sich zunächst an der Vereinigung der USPD-Mehrheit mit der KPD zur VKPD, die er jedoch nach den innerparteilichen Auseinandersetzungen um die „Märzaktion“ schon 1921 verließ, und wurde auf dem Vereinigungsparteitag in die zentrale Revisionskommission der Partei gewählt. Er schloss sich zunächst der Kommunistische Arbeitsgemeinschaft (KAG) an, um mit dieser zur USPD zurückzukehren. 1922 folgte schließlich die Rückkehr zur SPD.

## Abgeordneter
Von 1885 bis 1897 war Geyer Abgeordneter in der II. Kammer des Sächsischen Landtags. Dem Reichstag des Kaiserreiches gehörte er 1886/87 und von 1890 bis 1918 an. 1919/20 war er Mitglied der Weimarer Nationalversammlung. Anschließend war er bis 1924 erneut Reichstagsabgeordneter. Geyer gehörte zur Minderheit der 14 Abgeordneten der SPD-Reichstagsfraktion, die ihre Stimme für die Bewilligung von Kriegskrediten ab 1915 verweigerten.

## Öffentliche Ämter
Geyer war vom 15. November 1918 bis zum 16. Januar 1919 sächsischer Finanzminister im Rat der Volksbeauftragten, nach dem Vorsitzenden Richard Lipinski auch Volksregierung Lipinski genannt.